# NGC 287
NGC 287 (ook wel PGC 3145 of ZWG 501.33) is een spiraalvormig sterrenstelsel in het sterrenbeeld Vissen. NGC 287 staat op ongeveer 228 miljoen lichtjaar van de Aarde.
NGC 287 werd op 22 november 1827 ontdekt door de Britse astronoom John Herschel.